# 艾森努尔·艾吉之死
2024年9月6日，拥有土耳其和美国双重国籍的人权活动家艾森努尔·埃兹吉·艾吉(Ayşenur Ezgi Eygi)被以色列国防军开枪射杀，得年26岁。据现场目击者称，艾吉当时正参加一场在以色列占领的约旦河西岸纳布卢斯附近举行的反对以色列非法定居点的抗议活动 
艾吉1998年7月27日出生于土耳其，后在美国华盛顿州西雅图长大。 她于2024年6月获得华盛顿大学心理学学位，辅修中东语言和文化并获得学位 。艾吉生前曾参与过反对达科他输油管道的抗议活动， 并在华盛顿大学校园内积极参加亲巴勒斯坦的活动。 她当时还考虑继续读研究生，研究近东考古学。 2024年9月3日，艾吉抵达了以色列占领的约旦河西岸地区，与国际团结运动(ISM)组织一道从事激进活动。 据她的家人说，她是不得不前往以色列占领的约旦河西岸，与那里一直遭受压迫和暴力对待的巴勒斯坦民众站在一起。 自以色列——哈马斯战争爆发以来，已有两名美国公民在约旦河西岸被杀害。 
多年以来，以色列占领下的约旦河西岸小镇贝塔在每周都会举行抗议活动，反对以色列定居点地扩张。由此，抗议活动经常遭到以色列方面的镇压。2020年3月以来，已有17名巴勒斯坦人在参加抗议活动时被以色列军队杀害，2024年8月，一名美国抗议者在躲避子弹和催泪瓦斯时被以色列军队击中腿部。

## 枪击
2024年9月6日，艾吉参加了在以色列定居点埃维亚塔附近的小镇贝塔举行的抗议活动。该抗议活动每周都会举行一次，目标是呼吁以色列停止在约旦河西岸扩建定居点。 
据目击者称，艾吉在抗议期间被以色列国防军开枪打死。《国土报》记者乔纳森·波拉克也是“保卫巴勒斯坦”组织的一名活动人士，作为目击证人，他表示，巴勒斯坦和非巴勒斯坦活动人士还未集结以进行集体祷告前，以色列士兵便已经将他们团团围住。 随后，士兵和抗议者之间爆发了冲突，枪击事件则发在集体祈祷之后。以色列国防军使用实弹和催泪瓦斯试图将抗议者赶回村庄，抗议者随之撤出了该地区。 据波拉克称，枪杀事件则发生在一阵平静之后。冲突停止约 20 分钟后，以色列士兵占领离事发地约200米外的一处房屋并爬上屋顶就位。一名以色列士兵开火，反弹的子弹击中了村里的一名年轻男性的大腿。第二枪响后，波拉克被叫过去帮助艾吉。他发现艾吉躺在据他15米外，头部有枪伤。他补充说，她躺在士兵们可以直视的范围内。 他还表示，士兵们当时没有受到任何人身威胁。  国际团结运动在随后的一份声明中否认了其激进分子向以色列士兵投掷石块的说法，并补充说示威活动是和平的、以色列士兵仅仅离示威者只有200米的距离，士兵的安全不会受到威胁。  
目击者还称，在对峙结束约30分钟后，两名在士兵在大约200码外的屋顶上向抗议者人群开枪。 目击者称听到了两声枪响，一枪击中了一名18岁的巴勒斯坦的抗议者的腿 而另外一枪则击中了艾吉的头部。 目击者还表示，在枪击后，他看到艾吉躺在一颗橄榄树下，失血过多而死。该目击者表示，他抬头便能以直线视角看到以色列士兵
艾吉被送往纳布卢斯的拉菲迪亚医院，后被宣布死亡。  该院院长福阿德·纳法 (Fouad Naffa) 医生和另一名负责急救的医生沃德·巴萨拉特 (Ward Basalat) 向媒体证实，艾吉头部中枪。 

## 反应
艾吉的家人呼吁对艾吉的死亡开展独立调查。 她的家人在社交媒体上发布声明称，艾吉在和平抗议时被杀害，她的生命“被以色列军队毫无必要地、非法地和暴力地夺走了”。  

### 国内
巴勒斯坦解放组织秘书长侯赛因·谢赫在推特上表示，艾吉的死是“以色列占领军日常犯罪的又一项罪证”。 

### 以色列
9月6日，以色列国防军表示，部队在贝塔“是向一名煽动暴力活动的主要分子开火。此人向部队投掷石块，对他们构成了威胁”，而艾吉則是被以方方面誤殺，以方對此感到遗憾。 

### 国际反应

#### 美国
9月6日，美国国务院证实了艾吉的死亡和公民身份。 美国国家安全委员会发言人肖恩·萨维特在一份声明中表示，美国对此事“深感不安”。 他们还要求以色列对艾吉的死亡展开调查。 美国国务卿安東尼·布林肯表示，以色列安全部队需要就他们在约旦河西岸的作业方式作出根本改变。 美国总统拜登表示，艾吉的丧生一事是一場「意外」。

#### 土耳其
土耳其外交部谴责“内塔尼亚胡（以色列）政府犯下的谋杀罪”  ，发言人翁库·凯切利（Oncu Keceli）表示，土耳其将“确保杀害我们公民的凶手受到法律制裁”。 土耳其总统埃尔多安将以色列的杀戮描述为“野蛮的”。 

#### 卡塔尔
卡塔尔外交部发表声明谴责艾吉之死：“这一令人发指的罪行是以色列占领者针对巴勒斯坦事务和人权犯下的一系列持续犯罪的一部分。国际社会对这些侵犯行为噤声将鼓动占领者犯下更多暴行”。 

#### 约旦
约旦外交部对艾吉的死亡表示谴责，并要求追究肇事者的责任。 声明还表示，这一犯罪行为反应了以色列政府的极端主义政策，即“煽动仇恨，助长极端主义，鼓动定居者针对和杀害巴勒斯坦人以及那些声援巴勒斯坦人的合法权利的人。” 

#### 组织
联合国发言人斯特凡纳·杜加里克表示，联合国希望对事件“进行全面调查”。  欧洲-地中海人权观察组织对这起杀戮事件表示“极大震惊”，并表示将对此事展开调查。 和平与正义组织称，此次袭击是“在英国和美国政府的包庇下，胆大妄为的以色列实施种族清洗行为的结果”。 